# Altra
 (septembre 2023).

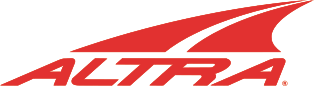
Logo.

Altra Zero Drop Footwear qui est aussi connu comme ALTRA Footwear ou Altra, est une société américaine spécialisée dans la conception, le développement, la commercialisation et la vente de chaussures de course sur route, de chaussures de trail.

## Histoire
Brian Beckstead, Jeremy Howlett et Golden Harper ont commencé à découper et à modifier différentes marques de chaussures de course pour arriver à une chaussure plus performante, qu'ils ont appelé "zero drop" en référence à l'absence de différence de hauteur entre le talon et les orteils dans la chaussure.
Harper et Beckstead ont montré leur design innovateur à divers fabricants de chaussures, mais sans succès. Ils ont donc établi un partenariat avec Pulse Labs une société d'ingénierie de l'université privée Brigham Young et ont embauché des sous-traitants en Asie pour faire démarrer leur société, Altra Footwear, en 2009.
La société a été acquise en mars 2011 par ICON Health & Fitness, qui fabrique et distribue des produits liés au fitness.

## Design
L'idée d'Altra est née de l'analyse faite par Harper, le fondateur de la société, des foulées de coureurs aux pieds nus et de leur comparaison avec la foulée et la démarche de coureurs portant des chaussures de course traditionnelles. Harper a remarqué que les mécanismes naturels et la foulée des coureurs changeaient selon qu'ils couraient pieds nus ou avec des chaussures.
À partir de cette analyse, il a conclu que le talon de la semelle de la plupart des chaussures de course était plus haut que la zone du centre du pied ou celle des orteils dans la chaussure. À cette époque, Harper travaillait dans le magasin de chaussures de son père appelé "Runner's corner", à Orem dans l'Utah et il a commencé à modifier des chaussures de course traditionnelles en les coupant, en enlevant la partie plus épaisse du talon, puis en utilisant un petit four et de la colle pour coller à nouveau les parties de la chaussure.

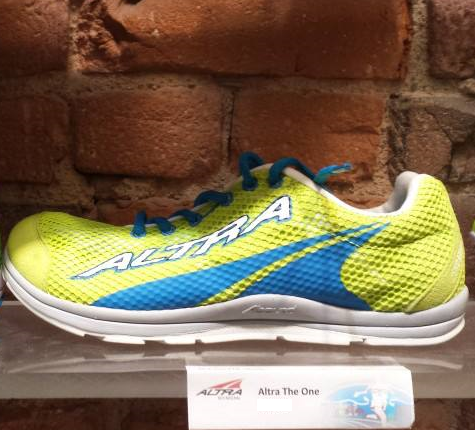

Harper a recruté des coureurs locaux et des employés du magasin pour tester des prototypes de chaussures dont la semelle - le talon - avait une épaisseur inférieure à 1,27 cm, ce qui permet à l'avant-pied et au talon d'être à la même hauteur par rapport au sol. Harper a remarqué que la baisse du ratio talon/orteil permettait une course plus naturelle dans lequel le pas retombe entre le milieu et la zone antérieure du pied et non pas sur le talon ce qui occasionne des secousses inconfortables.
Harper a appelé "zero Drop" le fait que la distance entre d'une part le talon et le sol et d'autre part, entre l'avant-pied et le sol soit identique. La rumeur sur ces chaussures "pirates" s'est répandue parmi les coureurs locaux et Harper a commencé à les vendre dans le magasin. Harper a ensuite été voir des investisseurs et des anciens designers de Nike avec son modèle de chaussure. La chaussure est rapidement passée d'une production "pirate" à une marque établie avec une production internationale.
Les chaussures Altra sont également conçues avec un espace pour les orteils supérieur à la moyenne qui permet une plus grande liberté de mouvement et la sensation naturelle de courir pieds nus, mais avec de véritables chaussures aux pieds.

## Croissance
Altra est d'abord commercialisé sur quelques marchés en Amérique du Nord et attire l'attention lorsque leur première chaussure remporte le prix du « meilleur premier produit » de la rédaction du magazine Runner's World. Altra Zero Drop Footwear connait à une époque un taux de croissance annuel de 300 % et est présent dans 25 à 30 nouveaux marchés en 2013. Altra travaille également à pénétrer le marché européen de la chaussure de course et de la chaussure de trail.

## Caractéristiques
La caractéristique la plus notable des Altra Footwear est la largeur supérieure à la moyenne de l'espace réservé aux orteils qui permet aux orteils des coureurs de s'étaler comme ils le feraient sans chaussures. Tous les modèles d'Altra sont également "zero drop" : l'épaisseur de semelle est constante, ce qui permet à l'avant-pied et au talon d'être à la même distance du sol. Ce ratio permet une course plus naturelle dans lequel le pas retombe entre le milieu et la zone antérieure du pied et non pas sur le talon ce qui occasionne des secousses inconfortables. Les chaussures Altra incluent également un rembourrage inferieur par rapport à la moyenne des chaussures de courses. 

## Sources
- (en) Brian Metzler, « What's the Deal with Zero-Drop Shoes », Runner’s World,‎ 22 mars 2011 (lire en ligne).
- (en) Gina Kolata, « When to Retire a Running Shoe », The New York Times,‎ 18 février 2013 (lire en ligne).
- (en) Nineveh Dinha, « 5K charity run raises money for Boston Marathon victims », Fox13,‎ 22 avril 2013 (lire en ligne).
- Rédaction, « Altra Superior 2.0: l’autre zéro drop. Cette semaine c'est Fred Hurlin qui a testé pour Runner's World la Altra Superior 2.0. », Runner’s World,‎ 9 avril 2015 (lire en ligne).
- (en) Jeff Dengate, « Altra Now Makes Apparel, Track Spikes », Runner’s World,‎ 31 mars 2016 (lire en ligne).